# Batalla de Ybybobó
La batalla de Ybybobó se libró entre el 28 de diciembre de 1934 al 3 de enero de 1935 entre Bolivia y Paraguay durante la guerra del Chaco y culminó con el aniquilamiento de la 9.ª División boliviana. La ruptura de la línea defensiva boliviana en Ybybobó, conjuntamente con la del "Cruce" de Huirapitindí significarán para el ejército paraguayo el ingreso a un nuevo teatro de operaciones, diferente al chaqueño y con nuevas exigencias tácticas y estratégicas.
Con su centro roto luego del cerco en El Carmen y el ala izquierda en retirada tras la maniobra de Yrendagüé, el ejército boliviano estaba en su peor situación desde el comienzo de la guerra. Pese a la superioridad en medios el comando boliviano no había realizado ni la mejor estrategia ni planteado la mejor batalla.

## Antecedentes
Después de la derrota en El Carmen y el abandono del fortín Ballivián, el Primer Cuerpo boliviano, (Divisiones 4.ª y 9.ª) al mando del coronel Enrique Frías, fue empujado hacia  Ybybobó, unos 70 kilómetros al noroeste de El Carmen, donde estableció una nueva línea defensiva. En Ybibobó comienzan las primeras estribaciones andinas por sobre las chatas  planicies chaqueñas y era un lugar donde los bolivianos pensaban detener a los paraguayos de una vez por todas.
La 4.ª División ocupó la margen sudeste del río Pilcomayo desde el Fortín D'Orbigny, en la frontera con Argentina, hasta Caballo Nambí amenazando el flanco izquierdo de cualquier posible avance paraguayo hacia el norte. La 9.ª División lo hizo mirando hacia el este, con su derecha apoyada en el río Pilcomayo y su línea corriendo en dirección nordeste hasta ligarse con la 8.ª División del Segundo Cuerpo de Ejército. Los 2500 hombres de la 9.ª División, bajo el mando del coronel Jenaro Blacutt, protegían un frente de 18 kilómetros con espacios vacíos cubiertos por fuertes patrullas de combate.
Durante la segunda mitad de diciembre, mientras que lo que quedaba del Cuerpo de Caballería boliviano del coronel Toro se retiraba hacia el río Parapetí, el Tercer Cuerpo paraguayo descubrió una brecha de 8 kilómetros entre la 8.ª y la 9.ª División y comenzó a construir una senda hacia la retaguardia de esta última. Aunque la aviación boliviana descubrió diversos puntos de ese sendero, todos los refuerzos fueron enviados al centro y hacia la derecha de la 9.ª División por lo que Blacutt no tenía hombres para hacer frente a esta nueva amenaza. De todas maneras el comando boliviano asumió que dada las características del terreno era difícil que los paraguayos pudieran realizar una seria maniobra ofensiva en ese lugar. 
El coronel Nicolás Delgado, comandante del Tercer Cuerpo paraguayo, pensaba de otra manera. Designó al mayor Alfredo Ramos de la 2.ª División de Caballería para que realizara esa operación. Esta División incluía los regimientos  RC-4 "Acá Carayá" (mayor J. Buttlerof) y RC-5 "Acá Verá" (mayor L. González) y los combativos RI-7 "24 de Mayo (mayor A. Fretes) y RI-13 "Tuyutí" (mayor Andino), todos veteranos de Nanawa, con un total de 2400 soldados. El ataque fue fijado para el 27 de diciembre a la noche, con el  RC-5 a la cabeza, seguido por el RC-4  y los dos regimientos de infantería. El resto del Tercer Cuerpo, unos 1300 hombres, compuesto por RC-6 "Gral Caballero" junto con un escuadrón de reconocimiento de la 5.ª División, fueron destinados a ejercer presión sobre la 9.ª División boliviana.

## La maniobra
El ataque comenzó a las 04:00 horas del 28 de diciembre aprovechando una relampagueante tormenta que había empezado el día anterior. El  RC-5 escaló silenciosamente las abruptas colinas de Ybibobó y sin disparar un solo tiro sorprendió tácticamente al enemigo penetrando varios kilómetros en dirección suroeste rumbo al Pilcomayo, en la retaguardia de la 9.ª División, hasta cortar el camino Ybibobó-Palo Marcado que corre paralelo al río. La sorpresa produjo una verdadera parálisis en todo el comando boliviano. Se perdió el contacto con el coronel Frías y otros jefes por lo que las fuerzas no se movieron de sus trincheras mientras eran rodeadas por el resto de las fuerzas atacantes que ingresaron por la brecha. Desde fuera del cerco el RI-4 boliviano "Loa" apoyado por parte de la artillería divisionaria trató de avanzar hacia la zona de ruptura pero fue rechazado por el RI-13 paraguayo "Tuyutí". Para las 17:00 horas éstos habían alcanzado el Pilcomayo y habían encerrado al RC-8 "Aroma", la mayor parte del RI-2 "Sucre", una parte del grupo de artillería de la 9.ª División y  un escuadrón de reconocimiento bolivianos. Entre los prisioneros bolivianos del día 29 figuró el mercenario chileno mayor Manuel Irrazával Benavente contratado en abril de 1934 y que se desempeñaba como comandante de un grupo de artillería.  A la noche las fuerzas paraguayas recibieron el refuerzo del RI-6 "Boquerón" proveniente de la 4.ª División y el RC-6 "General Caballero". El caos en las líneas bolivianas permitió a los paraguayos aumentar su penetración y envolver al resto del RI-2 boliviano. En los días 30 y 31
fueron cayendo hombres y materiales de los tres regimientos bolivianos que realizaron diversos intentos por escapar. Resultó evidente para las tropas cercadas que toda posibilidad de salida debía partir de ellas mismas. En el momento del pánico inicial cientos de soldados huyeron tirándose a las torrentosas aguas del Pilcomayo. Por su cuenta el capitán Ernesto Wende del RC-8 boliviano organizó un intento de ruptura y luchando tenazmente logró salir del cerco con 280 soldados. Elementos del RI-2 boliviano intentaron hacer lo mismo pero la falta de coordinación no lo hizo posible. Una parte de la artillería boliviana (GA-9) se retiró en medio de la confusión al inicio del ataque enemigo sin haber disparado un solo tiro. En un último intento, 600 hombres intentaron romper el cerco hacia el sur, posiblemente para utilizar un banco de arena que les permitiera cruzar el río Pilcomayo, pero fueron detenidos por el RC-6 paraguayo.

## Cerco y rendición
Con el lazo cada vez más apretado alrededor de los bolivianos, el resto de la 9.ª División se rindió. En los primeros días de enero de 1935 unos 1200 hombres cayeron prisioneros, 200 murieron en combate y otros tantos se ahogaron en el Pilcomayo que para la época estaba muy crecido. Las pérdidas paraguayas fueron insignificantes: 20 muertos y 40 heridos.
Aun cuando el ejército boliviano había perdido batallas más importantes,  en Ybibobó se produjo la derrota más humillante de toda la guerra.  El coronel Frías y todos sus comandantes se las arreglaron para escapar mientras toda la 9.ª División dejó de existir.